# Никола Абањано
Никола Абањано (итал. Nicola Abbagnano; Салерно 15. јул 1901 — Милано 9. септембар 1990) је био професор филозофије и филозоф, био је главни експонент италијанског егзистенцијализма, који је дефинисао као милитантну и рационалну »филозофију могућег«. Изворно штићеник академика и филозофа Антониа Алиоте на Универзитету у Напуљу, Абањано је почео своју доцентску каријеру на Универзитету у Торину као професор историје филозофије, гдје је такође био коуредник утицајног филозофског журнала под именом Rivista de Filosofia. Практично од своје прве књиге, Le sorgenti irrazionali del pensiero (Напуљ, 1923), Абањано је заговарао промјене филозофског хоризонта и његово усмјеравање на проблеме природе човјековог живота. Овај став је очигледан у серији историјских студија који слиједе, а које кулминирају у његовој историји филозофије у три тома, Storia della filosofía (Торино, 1946–1950, 2 изд., 1963. године).

## Филозофија
Реагујући против преовладавајућег неохегелијанизма у Италији, нарочито Бенедета Кроча и Ђованија Ђентила, Абањано је био под утицајем Хусерлове феноменологије, Сорена Киркегора, Мартина Хајдегера и Карла Јасперса, али је показао, у свом првом егзистенцијалистичком дјелу, La struttura dell'esistenza (Торино, 1939), да није обични излагач или насљедник њемачког егзистенцијализма. У том дјелу је заузео позицију против Хајдигера и Јасперса, а у сљедећим је заоштрио и проширио полемику на француски егзистенцијализам, према Жан Пол Сартру, с једне и према Габријелу Марселу, Луису Левелу, Рене Ле Сенеу с друге стране. Сартра и Киркегора је сврстао у њемачки егзистенцијализам, а остале, под концепт који је дефинисао као »телеолошки или онтолошки егзистенцијализам«.
По Абањану, сви облици егзистенцијализма који су имали наклоност филозофа почев од Киркегора, сами су себе поразили, пошто су послије детаљнијих испитивања водили према негацији онога што је суштинско, приликом интерперетације људске егзистенције. То суштинско је: »примат могућности«. Абањано разликује два главна правца у склопу савременог егзистенцијалистичког покрета. Један (лијево крило) је у вези са раним Хајдигером, Јасперсом и Сартром, а други (десно крило), са Марселом, Левелом и Ле Сеном. Прва група, по Абањану, негира егзистенцију могућности, сводећи људске могућности на немогућности, гдје се све пројектује преко готовог човјека и незбјежно осуђеног на неупјех, а друга негира прикривену егзистенцију, трансформишући људске могућности у потенцијалности, неизбјежно осуђене на крајњи успјех.
Иако су за Абањана лијево и десно крило егзистенцијалистичког покрета, технички засновани на супротним принципима, »немогућности могућег« и »потреби могућег«, оба дијеле заједничку негативну подлогу, пошто и једно и друго, на један или други начин, на крају крајева чине могућност самом по себи немогућом.

## Дјела
- "Le sorgenti irrazionali del pensiero" (1923).
- "Il problema dell'arte" (1925).
- "Il nuovo idealismo inglese e americano" (1927).
- "La filosofía di E. Meyerson e la lógica dell'identità" (1929).
- "Guglielmo d'Ockham" (1931).
- "La nozione del tempo secondo Aristotele" (1933).
- "La física nuova" (1934).
- "Il principio della metafisica" (1936).
- "La struttura dell'esistenza" (1939).
- "Bernardino Telesio" (1941).
- "Introduzione all'esistenzialismo" (1942).
- "Storia della filosofía", 3 vol. (1946-1950).
- "Filosofía religione scienza (1947).
- "Esistenzialismo positivo" (1948).
- "Possibilità e libertà" (1956).
- "Problemi di sociologia" (1959).
- "Dizionario di filosofia" (1961).
- "Pro e contro l'uomo" (1968).
- "Fra tutto e il nulla" (1973).
- "Questa pazza filosofía, ovvero l'io prigioniero" (1979).
- "La saggezza della vita" (1985).
- "La saggezza della filosofía" (1987).
- "Ricordi di un filosofo" (1990).

- "Ирационални извори мисли" (1923).
- "Проблем уметности" (1925).
- "Нови енглески и амерички идеализам" (1927).
- "Филозофија Е. Мејерсона и логике идентитета" (1929).
- "Виљам Окам" (1931).
- "Појам времена према Аристотелу" (1933).
- "Нова физика" (1934).
- "Принцип метафизике" (1936).
- "Структура постојања" (1939).
- "Бернардино Телесио" (1941).
- "Увод у егзистенцијализам" (1942).
- "Историја филозофије", 3 тома (1946-1950).
- "Филозофија религијске науке (1947).
- "Позитивни егзистенцијализам" (1948).
- "Могућност и слобода" (1956).
- "Социолошки проблеми" (1959).
- "Речник филозофије" (1961).
- "За и против човека" (1968).
- "Између свега и ничега" (1973).
- "Ова луда филозофија или затвореник" (1979).
- "Мудрост живота" (1985).
- "Мудрост филозофије" (1987).
- "Сећања на филозофа" (1990).